# 巻き落とし
巻き落とし（まきおとし）とは、相撲の決まり手の一つである。廻しを取らずに差手で相手の体を抱え、巻き込むように横に捻って倒す技。
明治時代には既に存在していた決まり手であり、明治時代末期から大正時代初期に活躍していた関脇・浪ノ音健藏は166cm、79kgという当時の力士としても小柄といえる体格でありながら巻き落としを使いこなして幕内に定着していた。大関の武双山が横綱・貴乃花に対して2001年3月場所13日目、翌5月場所14日目と2場所連続決めたことがある。5月場所にこの決まり手で敗れた貴乃花は右膝半月板を損傷、千秋楽に強行出場して優勝決定戦で横綱・武蔵丸を破り優勝はしたものの、貴乃花もこの故障により7月場所からの長期休場を余儀なくされた。最近では2015年5月場所千秋楽、東十両4枚目の里山が東十両11枚目の石浦に、2021年初場所12日目、西小結の御嶽海が西前頭4枚目の玉鷲に、2024年初場所13日目、東前頭2枚目の翠富士が西前頭12枚目の妙義龍に「巻き落とし」を決めている。